# 菊池雄星
菊池 雄星（きくち ゆうせい、1991年6月17日 - ）は、岩手県盛岡市出身のプロ野球選手（投手）。左投左打。MLBのロサンゼルス・エンゼルス所属。愛称は「U Say」他（後述）。
妻は元フリーアナウンサーの深津瑠美。代理人はスコット・ボラス。

## 経歴

### プロ入り前
盛岡市立見前小学校3年生の時に見前タイガースで一塁手として野球を始める。
盛岡市立見前中学校在学中は盛岡東シニアでプレー。この頃から本格的に投手へ転向した。3年春に岩手大会準優勝。東北選抜の一員に選ばれ、全国大会優勝に貢献。花巻東高等学校に進学。
高校1年時、第89回全国高等学校野球選手権大会に出場。1回戦・新潟明訓高戦にリリーフ登板し5回を1失点に抑えるもその1点が決勝点となり0-1で敗退。この試合では145km/hの速球を投げたが、速球にこだわりすぎたことにより制球が乱れ、秋の県大会では1回戦で敗退した。2年春には球速も149km/hまでアップし、腰痛の不安で公式戦初先発となった2年春の東北大会準々決勝・仙台育英戦では6-2で完投勝利した。夏は県大会準々決勝で敗退。秋の岩手県大会では決勝で一関学院を7-1でくだし優勝するも、東北大会は優勝した光星学院に準決勝で敗れ、ベスト4に留まる。
3年春、秋の試合内容が高く評価され、東北大会で準優勝の一関学院を逆転する形で第81回選抜高等学校野球大会に出場。初戦の鵡川高戦では最速152km/hを記録、9回一死まで無安打の投球で2安打完封。2回戦明豊高戦では9安打を打たれたが、勝負どころでは凄みを見せ2試合連続の完封。準々決勝・南陽工戦ではビハインドの状況でリリーフ登板、4回無失点で逆転勝利。準決勝・利府高戦では2点本塁打を打たれ初失点を喫したが5安打2失点完投、岩手県勢として春夏通じて初の決勝進出を決めた。決勝では、清峰高の今村猛との投手戦になるも0-1で敗れ、岩手県勢初の優勝とはならなかった。3年夏は春に続き第91回全国高等学校野球選手権大会に出場。春の選抜決勝で花巻東と戦った清峰高校は、長崎大会準々決勝で大瀬良大地を擁する長崎日大高に敗れていたが、夏の大会1回戦では清峰を破った長崎日大と当たり、3本塁打を打たれながらも8-5で勝利。夏の大会は後述の背中の痛みを隠しながら登板を続けていた。岩手県勢では夏の甲子園41年ぶりのベスト8進出を決めた東北高戦では自己最速となる154km/hを記録（甲子園の電光掲示板には154km/hと表示、千葉ロッテマリーンズスカウトのスピードガンでは155km/hを計時）。準々決勝では今宮健太を擁する明豊高と当たり、4回までパーフェクトと好投を見せ、7-6で勝利するも、腰痛を訴え5回にベンチに退いた。準決勝の中京大学附属中京高等学校戦では背筋痛のため先発せず、4回二死満塁から登板するも打ち込まれ、わずか11球でマウンドを降板、1対11で敗れた。菊池はその後の精密検査で、左の5本目の肋骨が折れていたことが判明した。
ドラフト会議前にはMLB球団からも注目され、元々の志望もありMLB挑戦も考え、国内12球団に加え、MLBの8球団とも面談。中でもテキサス・レンジャーズとの面談では、この年MLBに定着したデレク・ホランドが同席した。全球団との面談終了後に菊池は、「どちらも素晴らしいと思いました。今は決めかねているんで、どちらも行きたいのが正直な気持ちで話を聞く前よりも迷っています」と語ったが、10月25日に「まだまだ自分のレベルでは世界で通用しないと思いました。日本の方全員に認められてから、世界でプレーしたいと思いました」として日本のプロ野球でプレーすることを表明した。
2009年10月29日に行われたドラフト会議では、埼玉西武ライオンズ、阪神タイガース、東京ヤクルトスワローズ、東北楽天ゴールデンイーグルス、中日ドラゴンズ、北海道日本ハムファイターズの6球団による1巡目指名を受け、競合の末に西武が菊池の交渉権を獲得した。菊池は11月21日に契約金1億円+出来高5000万円、年俸1500万円（金額は推定）で仮契約し、背番号は「17」に決まった。

### 西武時代
2010年1月19日に球団から登録名を「雄星」とすることが発表された。このため背ネームが「KIKUCHI」のユニフォームは入団発表で着用しただけで、キャンプからは背ネームも「YUSEI」となった。2月16日には入学願書を提出していた東北福祉大学総合福祉学部通信教育部社会福祉学科に合格。これは、野球選手を引退後もスムーズに働けるようにとの考えからである。また、プロ入り後に大学に合格した例は極めて珍しく、プロ野球選手としての生活の傍ら、大学通信教育で教育職員免許状を目指すとしていた 。
同年の新人としては非常に注目され、かつ契約金等も高かったことから、その契約金を元手に「ぜひ後輩にも使ってほしい」との心意気で、3月24日には420万円の酸素カプセルを購入し、寮の自室に設置した。しかし、部屋の一角を大きく占有したうえ、取扱説明書をよく読まずに操作したため、機械から蒸気が出て部屋の温度が30度という熱帯状態を作りだした揚句、故障したという。
シーズンでは左肩痛の発症により一軍（パシフィック・リーグ）公式戦での登板はなく、二軍（イースタン・リーグ）戦でも5月4日以来登板はなく、リハビリに終始した。また、左肩痛のため、投球フォームも高校時代のスリークォーターからよりリリースポイントの高いフォームに改造するなど、試行錯誤を繰り返す。オフにはホリプロとマネジメント契約を結び、12月24日には本人の希望により登録名を本名の「菊池雄星」に変更すると発表された。
2011年はフォームを高校時代のスリークォーターに戻し、開幕一軍入りを果たす。中継ぎ投手としてベンチ入りするも登板機会は無く、4月22日に登録抹消となった。二軍での調整後、6月12日の阪神タイガース戦で一軍初登板・初先発するも2.1回を4失点で降板。それでも初めての一軍登板を終えた嬉しさからか、試合後のインタビューでは涙を流した。その後、二軍での調整を経て30日のオリックス・バファローズ戦に先発し、5回を2失点でプロ初勝利を挙げた。8月18日の東北楽天ゴールデンイーグルス戦では8回まで無失点の好投をし、9回表に山﨑武司に通算400本塁打を打たれたものの、初完投勝利。8月31日には、故郷・岩手県での試合に登板し、打線の援護がなくプロ初黒星を喫したものの、シーズン2度目の完投。結局9試合に先発し、4勝を挙げた。
シーズン終了後の11月8日から12月22日まで、オーストラリアのウィンターリーグであるオーストラリアン・ベースボールリーグ（ABL）のメルボルン・エイシズに派遣された。5試合の登板で1勝2敗、防御率4.38、WHIP1.54の成績を残し、オールスターゲームにも出場。12月26日に契約更改した。
2012年は開幕を二軍で迎え、7月1日の北海道日本ハムファイターズ戦で一軍に昇格し、先発。8回を投げ6安打3失点で勝敗はつかなかったものの、プロ入り後の最速となる150 km/hを記録。15日のオリックス戦では6回から登板し、4回を無失点に抑え、プロ入り後初セーブを記録している。8月から9月にかけては8試合に先発し、3勝2敗、防御率2.20、WHIP1.05と好投を続けた。12月4日に300万円増の年俸2300万円で契約更改した。
2013年は開幕一軍入りし、3月30日の日本ハム戦では高校の後輩でもある大谷翔平と対戦し、2三振に抑えた。4月13日の楽天戦では9回を3安打無失点に抑え、プロ入り後自己最速となる最速153 km/hも記録する投球で、プロ入り後初完封勝利を挙げる。6月12日の中日ドラゴンズ戦では9回一死までノーヒットノーランの好投を見せる。7月5日のロッテ戦で9勝目を挙げ、オールスターに初選出される。しかし後半戦からは2試合連続で4失点を喫し、7月から異変があったという左肩の炎症で8月7日に登録抹消され、そのままシーズンを終え、自身初の2桁勝利を逃した。シーズン終了後、現役引退したばかりの石井一久の背番号を引き継ぎ、「16」へ変更。
2014年も開幕一軍入りし先発ローテーションでの活躍が期待された。しかしこの年は調子が上がらず、前年の活躍から一転不振に陥る。防御率自体は3.54とそこまで悪くなかったが、規定投球回に届いていないにもかかわらずリーグ1位の78個の四球を与えるなど制球に苦しんだ。最終的に前年を上回る23試合に登板したものの、5勝11敗と負け越した。
2015年7月16日に第1回WBSCプレミア12の日本代表第1次候補選手65名に選出されていたが、9月に発表されたトップチーム候補選手45名からは漏れた。9月13日のロッテ戦（西武プリンスドーム）の初回にプロ入り後の自己最速を更新する155km/hを記録すると、続く2回にはプロ野球一軍戦における当時左腕史上最速となる157km/hを記録した。
2016年は自身初の開幕投手を務め、8月26日の日本ハム戦（埼玉県営大宮公園野球場）で、自身初の2桁勝利を達成し、9月28日の対日本ハム戦（西武プリンスドーム）で6回を投げ1失点、規定投球回にちょうど達し、自身初の規定投球回をクリアし防御率はリーグ2位だった。この試合は、日本ハム優勝決定試合かつ大谷と同高出身対決で大谷が1安打完封し、菊池には負けがついた。プライベートでは6月24日にフリーアナウンサーの深津瑠美と入籍した。
2017年は2年連続の開幕投手を務め、7回1失点で勝利投手となり、4月21日の日本ハム戦では被安打1で4年ぶりの完封勝利を達成した。7月7日の楽天戦ではシーズン2度目の完封勝利を達成し、7月はこの1完封を含む3勝0敗で防御率0.81の好成績を記録したが、同じく3勝0敗で防御率1.33の東浜巨が7月度の月間MVPを受賞し、月間MVPの初受賞を逃した。8月3日の楽天戦では、当時左腕史上最速の158km/hを記録し、8回1失点で勝利投手となった。シーズン通算では、防御率は2位の則本昂大に0.6の差をつけて最優秀防御率を獲得、白星も東浜と並ぶ16勝で最多勝利を獲得。奪三振は1位の則本と5個差のリーグ2位、WHIPはリーグで唯一の1.0未満であった。自身初のクライマックスシリーズではファーストステージ第1戦で完封勝利を記録したものの、チームは1勝2敗でステージ敗退となった。
2018年は3年連続で開幕投手を務め、7回8奪三振2失点でシーズン初勝利を挙げると、4月28日の楽天戦まで5連勝する。開幕投手による開幕5戦5勝は球団では初だった。5月6日に左肩の張りで一軍登録を抹消された。6月1日に復帰すると、その日の阪神戦では6回無失点で6勝目を挙げた。9月21日のロッテ戦で史上352人目の通算1000投球回を達成。9月28日の福岡ソフトバンクホークス戦では7回3失点で初めてソフトバンクに勝利し、チームの優勝に王手をかけた。しかし、リーグ優勝をして迎えたソフトバンクとのクライマックスシリーズでは初戦に先発するも5回6失点で敗戦投手となり、チームもアドバンテージを含め2勝4敗で敗退。シーズン成績は勝利数・防御率・奪三振数はリーグ2位、勝率は規定投球回以上では1位も規定により最高勝率はマイク・ボルシンガーに譲り、タイトルを逃した。また、前年はリーグ2位/1位だった完投/完封も、本年は完投が1度のみ、完封は0と、5月の戦線離脱のみならず、シーズンを通してなかなかコンディションが整わない1年となった。
シーズン終了後、スコット・ボラスを代理人としてポスティングシステムによるMLB移籍を表明。そして、現地時間12月31日にシアトル・マリナーズと契約合意したことが報じられる。2019年1月8日、NPBより自由契約選手として公示された。

### マリナーズ時代
2019年1月2日にマリナーズと4年契約で正式に契約を結ぶ。契約は3年総額4300万ドルを基本とし、3年目終了時に選手側と球団側それぞれに契約オプションがある。双方共にオプションを行使しない場合、事実上オプトアウトでのFAとなることができる。契約オプションは選手側が単年1300万ドル、球団側が4年総額6600万ドル。1月4日に入団会見を行った。背番号は「18」。

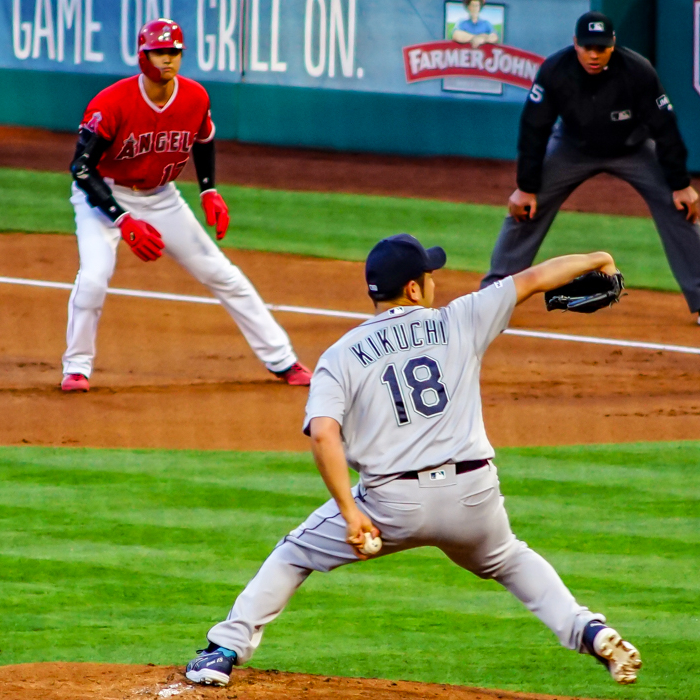
シアトル・マリナーズでの菊池。　走者は大谷翔平。

同年はオークランド・アスレチックスと東京ドームで開催されたMLB日本開幕戦のメンバーとして帯同された。3月21日の試合に先発登板し、メジャーデビューを果たした。日本人投手の日本でのMLB初登板は史上初だった。この試合でイチローが現役引退を表明し、菊池は涙を流しながらハグを交わし、謝意を表した。4月20日の対ロサンゼルス・エンゼルス戦で6度目の先発登板にて5回10安打4失点でMLB初勝利を記録した。日本人投手として先発6度以上で初勝利は1995年の野茂英雄（当時ドジャース）の7試合目に次ぐ遅さだった。8月18日の対トロント・ブルージェイズ戦（ロジャーズ・センター）で9回2安打無失点（8三振、1四球）でMLB初完封勝利を記録した。球数はわずか96球で、100球未満の完封（マダックス）は自身初となった。規定投球回到達には一死だけ足りず、32試合登板で6勝11敗、防御率5.46、161.2回を投げて116奪三振の成績でシーズンを終えた。シーズン被本塁打36本は、2000年コロラド・ロッキーズに在籍していた吉井理人が記録したシーズン32被本塁打を更新する日本人ワースト記録となった。
2020年はCOVID-19の影響で60試合の短縮シーズンとなる中、9試合の登板で2勝4敗、防御率5.17、47奪三振だった。しかし、監督のスコット・サービスからは「球の質が良くなった」と好評価された。
2021年は開幕4戦で防御率5.70と苦しんだが、4月30日のアストロズ戦で7回1安打無失点と好投、5月6日のオリオールズ戦の前日に特任コーチである岩隈久志からチェンジアップについての助言を受けると、そこからピッチングの安定感が増していき6試合連続でクオリティ・スタートを記録した。しかし、6月6日のエンゼルス戦の5回裏に打球を右膝に受けて緊急降板となり連続QS記録が途絶えた。幸い大事には至らず、その後も安定したピッチングを続けると7月4日に自身初めてとなるMLBオールスターゲームに選出された。オールスターゲーム前日の7月12日にコロナ関連で故障者リスト入りし、出場選手登録からは外れたものの試合前のセレモニーには家族3人で参加し、また試合中もベンチに入りオールスターゲームの雰囲気を満喫した。体調を崩した影響と故障者続出により先発ローテーションが5人制に変わったこともあり7月後半からは調子を落とし、9月7日のアストロズ戦では2回途中3安打4四球と大荒れで（ショートスターターとして起用された2019年4月26日のレンジャーズ戦を除いて）MLB移籍後自己最短となる1.2回で降板した。オフの11月3日に契約延長オプションを破棄し、FAとなった。

### ブルージェイズ時代
2022年3月14日にトロント・ブルージェイズと3年総額3600万ドルの契約を結んだ。内訳は2022年が1600万ドルで、2023年と2024年がそれぞれ1000万ドル。
2022年は開幕ロースター入りし、先発ローテーションの5番手として開幕を迎えた。4月12日のヤンキー・スタジアムでのニューヨーク・ヤンキース戦でブルージェイズ移籍後初先発登板を果たしたが、3回1/3を投げ4安打、3失点の内容で敗戦投手となった。その後3試合に先発するもいずれも勝敗が付かず、0勝1敗・防御率5.52という成績で4月を終えた。5月4日のロジャーズ・センターでのヤンキース戦にて6回1失点7奪三振の好投をみせ、移籍後初勝利を挙げた。同月16日の古巣・マリナーズ戦でシーズン2勝目を挙げ、日米通算90勝目を挙げた。しかしその後は再び不振に陥り、7月7日に首痛で故障者リスト入りしマイナーでのリハビリ登板を行うなど調整を続けたが、シーズン20試合目の先発登板となった8月15日のボルチモア・オリオールズ戦で敗戦投手となった試合後にチームの監督代行（当時）のジョン・シュナイダーから中継ぎへの配置転換が明言された。この時点での成績は4勝7敗、防御率5.25であった。同月18日のヤンキース戦でメジャー初の中継ぎ登板を果たすと、9月30日のボストン・レッドソックス戦ではメジャー移籍後初セーブを挙げた。中継ぎ転向後は12試合に登板し、シーズン通しての最終的な成績は32試合の登板で6勝7敗1セーブ、防御率5.19であった。
2023年はオープン戦7試合に登板し、20.2回を投げ被安打9、11与四球、31奪三振、2失点と好調さをアピールし、防御率0.87は20イニング以上投げたア・リーグの投手の中ではトップの数値だった。先発ローテーションの座を再奪取した。シーズン初登板の4月4日のカンザスシティ・ロイヤルズ戦でも好調を維持したまま、5回を投げて3安打、1失点、2奪三振、1与四球の好投で勝利投手となった。5月30日のブルワーズ戦でMLB通算500奪三振、NPB/MLB通算100勝を達成した。シーズン終盤となる9月下旬にはMLBにおける自身初の2桁勝利および規定投球回クリアを達成した。最終的には、完封勝利こそなかったものの11勝6敗、700人の打者を相手に防御率4点未満、WHIP1.3未満、与四球50未満、奪三振180以上という、初年度の2019年を上回る安定した成績でシーズンを終えた。

### アストロズ時代
2024年7月29日にジェイク・ブロス、ジョーイ・ロペルフィド、ウィル・ワグナーとのトレードでヒューストン・アストロズに移籍した。なお、菊池はアストロズに所属した初の日本人投手である。9月8日、ダイヤモンドバックス戦に先発し、今季8勝目を挙げ、メジャー通算40勝目となり石井一久を抜いて日本人投手の左腕通算勝利数で単独トップとなった。またこの日の6奪三振で今季183奪三振とし、昨季を2個上回って自己最多を更新した。オフの11月1日にFAとなった。

### エンゼルス時代
2024年11月27日にロサンゼルス・エンゼルスと3年6300万ドルの契約を結んだ。背番号は「16」。
2025年は自身初めてとなるMLBの開幕投手を務めることが決定した。これで、ドジャースの山本由伸、カブスの今永昇太とともに史上初の同シーズンで3人の日本人が開幕投手を務めることになった。5月24日のマイアミ・マーリンズ戦では、6回途中まで無失点の好投。試合は7-4で勝利し、移籍後初勝利を挙げた。

## 選手としての特徴
球持ちのよいスリークォーターから最速99mph（約159km/h）・平均95.5mph（約153.7km/h、2024年シーズン）のストレートと、平均約136km/hのスライダーの2球種で全投球の8割超を占め、その他に平均約117km/hの縦のカーブ、稀にチェンジアップやフォークを使用する。
肩甲骨の可動域が広く、投球フォームは「外旋が一番効く」というスリークォーターだが、「スリークォーターの意識だとオーバースローになる」ためサイドスローを意識することでスリークォーターで投げているという。クイックは高校時代には1.0秒台を記録していた。
テレビゲーム『実況パワフルプロ野球』の影響で2013年からチェンジアップを投球に加え、同年は被打率.106を記録する決め球となった。しかしその後球速が増加してからは制球が難しくなりチェンジアップの投球割合は減少。菊池本人は「ストレートが走り出すと抜く変化球は難しいのかな」と語っている2025年6月に自身のYoutubeチャンネルにて、K.O.Hのピッチングコーチ協力の元、握りを変えてチェンジアップを改良した内容の動画が公開された。
高校時代に第81回選抜高等学校野球大会で菊池と対戦経験がある今宮健太は、「100%（内角速球）来るとわかっていても打てなかった」と語っていた。プロ入り当初は球威を失っていたが、投球フォームを安定させボールの回転が真っ直ぐになったことで球威が復活した。
打者走者としても一塁到達まで4.0秒台を記録する俊足を誇っている。
西武時代は福岡ソフトバンクホークスを苦手とし、デビューからの同一カード連敗記録を更新し、防御率でも、他のパシフィック・リーグ4球団および交流戦の防御率は全て2点台にもかかわらず、対ソフトバンクだけは5点台と相性が悪い。2018年8月24日には、通算で一軍公式戦18試合目の対戦で13敗目を喫し、1960年から1963年にかけて梶本隆夫（阪急ブレーブス）が対南海戦で13連敗を記録して以来55年ぶりにリーグの同一カード連敗記録に並んだ。2017年、16勝を挙げ最多勝のタイトルを獲得した年に6敗しているが、そのうち4敗はソフトバンクに対するものであった。2018年9月28日には7回3失点で、19試合目にして初勝利を挙げた。しかし、クライマックスシリーズファイナルステージでは初戦に先発するも5回6失点でKOされ敗戦投手となっている。一方で、他のパ4球団には通算で2桁勝利を挙げている。特に、東北楽天ゴールデンイーグルスに強く、2017年だけで8勝0敗・CS第1ステージでも勝利した。楽天戦の通算成績は、21勝6敗。
マリナーズ1年目を終えたオフにテイクバックを中心とした大胆なフォーム改造に着手した。またこれまで投げていた変化球の球速を上げ、スライダーはカットボール、カーブはスライダーとなり、本人もカーブは実質投げていない状態と語っている。
移籍後も西武時代から引き続きチェンジアップの精度に苦労していたが、2021年からマリナーズの特任コーチに就任した岩隈久志から「バドミントンの羽根を打つイメージで」と助言を受けたことを機にチェンジアップの精度が格段にアップした。

## 人物
利き手は左だが、箸は右利き。生まれつき右利きであったが、保育園に入園した際に保育士が勘違いして左利きとして接していたら、そのまま左利きになった。小学生時代には野球以外にもバレーボール、水泳、器械体操、習字、ピアノ、そろばん、将棋、絵など数々の習いごとをしていた。
趣味はラーメンの食べ歩きと読書で、若獅子寮入寮の際は「（持っている本の）10分の1くらい」としながらも50冊を超える本を持ち込んだ。日本経済新聞で読書日記を連載した際には、愛読した本として司馬遼太郎『燃えよ剣』、浅田次郎『壬生義士伝』、童門冬二『上杉鷹山』、清水潔『殺人犯はそこにいる』、沢木耕太郎『敗れざる者たち』などに言及している。故郷で行われている岩手読書感想文コンクールでは2020年の第53回から「菊池雄星特別賞」が設けられ自身も審査している。
好きな投手にはクレイトン・カーショウとジオ・ゴンザレスを挙げ、理想の投手にはランディ・ジョンソンを挙げている。球速へのこだわりがあり、世界最速記録となる105mph（約169km/h）を計時したアロルディス・チャップマンも目標としている。
愛称はMLBでは「U Say」で2019年のプレイヤーズ・ウィークエンドでも背ネームに用いた。MLB移籍当初は監督やコーチから頭文字を取ったYKと呼ばれていたが、菊池自身が気に入っていなかった。
登板前には睡眠時間が長く必要とするタイプで、11時間眠っても「睡眠不足」による首痛を発症したことがある。
出身地の岩手県にある花巻市総合体育館の隣地に自費を投じて室内練習場「King of the Hill」を建設し2024年11月から利用を開始した。鉄骨造の平屋（広さは約1400平方メートル）で、投球練習場と打撃練習場を各2か所、トレーニング室などの他にトラックマンなど最新の機材も導入された。
2025年現在日本国内でのマネジメントは、元岩手朝日テレビアナウンサーの山田理が経営する「株式会社M.A.P」が担当する（同社は「King of the Hill」の運営にも関与している）。

## 詳細情報

### 年度別投手成績
| 年 度    | 球 団    | 登 板 | 先 発 | 完 投 | 完 封 | 無 四 球 | 勝 利 | 敗 戦 | セ 丨 ブ | ホ 丨 ル ド | 勝 率 | 打 者 | 投 球 回 | 被 安 打 | 被 本 塁 打 | 与 四 球 | 敬 遠 | 与 死 球 | 奪 三 振 | 暴 投 | ボ 丨 ク | 失 点 | 自 責 点 | 防 御 率 | W H I P |
| -------- | -------- | ----- | ----- | ----- | ----- | -------- | ----- | ----- | -------- | ----------- | ----- | ----- | -------- | -------- | ----------- | -------- | ----- | -------- | -------- | ----- | -------- | ----- | -------- | -------- | ------- |
| 2011     | 西武     | 10    | 9     | 2     | 0     | 0        | 4     | 1     | 0        | 0           | .800  | 231   | 54.1     | 63       | 6           | 8        | 0     | 3        | 24       | 1     | 0        | 26    | 25       | 4.14     | 1.31    |
| 2012     | 西武     | 14    | 12    | 0     | 0     | 0        | 4     | 3     | 1        | 0           | .571  | 339   | 81.1     | 75       | 5           | 25       | 0     | 1        | 57       | 3     | 0        | 34    | 28       | 3.10     | 1.23    |
| 2013     | 西武     | 17    | 17    | 3     | 3     | 1        | 9     | 4     | 0        | 0           | .692  | 441   | 108.0    | 79       | 5           | 44       | 0     | 3        | 92       | 2     | 0        | 28    | 23       | 1.92     | 1.14    |
| 2014     | 西武     | 23    | 23    | 1     | 0     | 0        | 5     | 11    | 0        | 0           | .313  | 615   | 139.2    | 133      | 9           | 78       | 0     | 5        | 111      | 7     | 1        | 61    | 55       | 3.54     | 1.51    |
| 2015     | 西武     | 23    | 21    | 0     | 0     | 0        | 9     | 10    | 0        | 0           | .474  | 542   | 133.0    | 97       | 9           | 55       | 1     | 2        | 122      | 5     | 1        | 48    | 42       | 2.84     | 1.14    |
| 2016     | 西武     | 22    | 22    | 2     | 0     | 0        | 12    | 7     | 0        | 0           | .632  | 595   | 143.0    | 117      | 7           | 67       | 0     | 2        | 127      | 3     | 0        | 51    | 41       | 2.58     | 1.29    |
| 2017     | 西武     | 26    | 26    | 6     | 4     | 0        | 16    | 6     | 0        | 0           | .727  | 735   | 187.2    | 122      | 16          | 49       | 0     | 6        | 217      | 6     | 0        | 49    | 41       | 1.97     | 0.91    |
| 2018     | 西武     | 23    | 23    | 1     | 0     | 0        | 14    | 4     | 0        | 0           | .778  | 654   | 163.2    | 124      | 16          | 45       | 0     | 4        | 153      | 7     | 0        | 59    | 56       | 3.08     | 1.03    |
| 2019     | SEA      | 32    | 32    | 1     | 1     | 0        | 6     | 11    | 0        | 0           | .353  | 721   | 161.2    | 195      | 36          | 50       | 0     | 6        | 116      | 5     | 1        | 109   | 98       | 5.46     | 1.52    |
| 2020     | SEA      | 9     | 9     | 0     | 0     | 0        | 2     | 4     | 0        | 0           | .333  | 194   | 47.0     | 41       | 3           | 20       | 0     | 0        | 47       | 3     | 0        | 27    | 27       | 5.17     | 1.30    |
| 2021     | SEA      | 29    | 29    | 0     | 0     | 0        | 7     | 9     | 0        | 0           | .438  | 666   | 157.0    | 145      | 27          | 62       | 0     | 5        | 163      | 6     | 0        | 82    | 77       | 4.41     | 1.32    |
| 2022     | TOR      | 32    | 20    | 0     | 0     | 0        | 6     | 7     | 1        | 0           | .462  | 454   | 100.2    | 93       | 23          | 58       | 0     | 9        | 124      | 3     | 0        | 67    | 58       | 5.19     | 1.50    |
| 2023     | TOR      | 32    | 32    | 0     | 0     | 0        | 11    | 6     | 0        | 0           | .647  | 700   | 167.2    | 165      | 27          | 48       | 0     | 4        | 181      | 7     | 0        | 78    | 72       | 3.86     | 1.27    |
| 2024     | TOR      | 22    | 22    | 0     | 0     | 0        | 4     | 9     | 0        | 0           | .308  | 497   | 115.2    | 125      | 17          | 30       | 0     | 2        | 130      | 2     | 0        | 63    | 61       | 4.75     | 1.34    |
| 2024     | HOU      | 10    | 10    | 0     | 0     | 0        | 5     | 1     | 0        | 0           | .833  | 239   | 60.0     | 42       | 8           | 14       | 0     | 0        | 76       | 2     | 0        | 22    | 18       | 2.70     | 0.93    |
| '24計    | HOU      | 32    | 32    | 0     | 0     | 0        | 9     | 10    | 0        | 0           | .474  | 736   | 175.2    | 167      | 25          | 44       | 0     | 2        | 206      | 4     | 0        | 85    | 79       | 4.05     | 1.20    |
| NPB：8年 | NPB：8年 | 158   | 153   | 15    | 7     | 1        | 73    | 46    | 1        | 0           | .613  | 4152  | 1010.2   | 810      | 73          | 371      | 1     | 26       | 903      | 34    | 2        | 356   | 311      | 2.77     | 1.17    |
| MLB：6年 | MLB：6年 | 166   | 154   | 1     | 1     | 0        | 41    | 47    | 1        | 0           | .466  | 3471  | 809.2    | 806      | 141         | 282      | 0     | 26       | 837      | 28    | 1        | 448   | 411      | 4.57     | 1.34    |

- 2024年度シーズン終了時
- 各年度の太字はリーグ最高

### MLBポストシーズン投手成績
| 年 度     | 球 団     | シ リ ｜ ズ | 登 板 | 先 発 | 勝 利 | 敗 戦 | セ ｜ ブ | ホ ｜ ル ド | 勝 率 | 打 者 | 投 球 回 | 被 安 打 | 被 本 塁 打 | 与 四 球 | 敬 遠 | 与 死 球 | 奪 三 振 | 暴 投 | ボ ｜ ク | 失 点 | 自 責 点 | 防 御 率 | W H I P |
| --------- | --------- | ----------- | ----- | ----- | ----- | ----- | -------- | ----------- | ----- | ----- | -------- | -------- | ----------- | -------- | ----- | -------- | -------- | ----- | -------- | ----- | -------- | -------- | ------- |
| 2023      | TOR       | ALWC        | 1     | 0     | 0     | 0     | 0        | 0           | .---  | 8     | 1.2      | 3        | 0           | 1        | 0     | 0        | 0        | 0     | 0        | 1     | 1        | 5.40     | 2.40    |
| 出場：1回 | 出場：1回 | 出場：1回   | 1     | 0     | 0     | 0     | 0        | 0           | .---  | 8     | 1.2      | 3        | 0           | 1        | 0     | 0        | 0        | 0     | 0        | 1     | 1        | 5.40     | 2.40    |

- 2024年度シーズン終了時

### 年度別投手（先発）成績所属リーグ内順位
| 年 度 | 年 齢 | リ ｜ グ   | 完 投 | 完 封 | 勝 利 | 勝 率 | 投 球 回 | 奪 三 振 | 防 御 率 |
| ----- | ----- | ---------- | ----- | ----- | ----- | ----- | -------- | -------- | -------- |
| 2011  | 20    | パ・リーグ | -     | -     | -     | -     | -        | -        | -        |
| 2012  | 21    | パ・リーグ | -     | -     | -     | -     | -        | -        | -        |
| 2013  | 22    | パ・リーグ | 4位   | 1位   | -     | -     | -        | -        | -        |
| 2014  | 23    | パ・リーグ | -     | -     | -     | -     | -        | -        | -        |
| 2015  | 24    | パ・リーグ | -     | -     | -     | -     | -        | 7位      | -        |
| 2016  | 25    | パ・リーグ | 5位   | -     | 4位   | 5位   | -        | 7位      | 2位      |
| 2017  | 26    | パ・リーグ | 2位   | 1位   | 1位   | 3位   | 1位      | 2位      | 1位      |
| 2018  | 27    | パ・リーグ | 10位  | -     | 2位   | 2位   | 4位      | 2位      | 2位      |
| 2019  | 28    | ア・リーグ | 7位   | 3位   | -     | -     | -        | -        | -        |
| 2020  | 29    | ア・リーグ | -     | -     | -     | -     | -        | -        | -        |
| 2021  | 30    | ア・リーグ | -     | -     | -     | -     | -        | -        | -        |
| 2022  | 31    | ア・リーグ | -     | -     | -     | -     | -        | -        | -        |
| 2023  | 32    | ア・リーグ | -     | -     | -     | 7位   | -        | -        | -        |
| 2024  | 33    | ア・リーグ | -     | -     | -     | -     | -        | 5位      | -        |

- - は10位未満

### 年度別守備成績
| 年 度 | 球 団 | 投手（P） | 投手（P） | 投手（P） | 投手（P） | 投手（P） | 投手（P） |
| 年 度 | 球 団 | 試 合     | 刺 殺     | 補 殺     | 失 策     | 併 殺     | 守 備 率  |
| ----- | ----- | --------- | --------- | --------- | --------- | --------- | --------- |
| 2011  | 西武  | 10        | 1         | 12        | 1         | 1         | .929      |
| 2012  | 西武  | 14        | 3         | 14        | 0         | 0         | 1.000     |
| 2013  | 西武  | 17        | 6         | 16        | 1         | 1         | .957      |
| 2014  | 西武  | 23        | 6         | 33        | 2         | 0         | .951      |
| 2015  | 西武  | 23        | 9         | 15        | 3         | 0         | .889      |
| 2016  | 西武  | 22        | 11        | 33        | 1         | 3         | .978      |
| 2017  | 西武  | 26        | 14        | 38        | 2         | 4         | .963      |
| 2018  | 西武  | 23        | 10        | 18        | 5         | 2         | .848      |
| 2019  | SEA   | 32        | 10        | 12        | 1         | 1         | .957      |
| 2020  | SEA   | 9         | 3         | 5         | 0         | 0         | 1.000     |
| 2021  | SEA   | 29        | 6         | 13        | 0         | 1         | 1.000     |
| 2022  | TOR   | 32        | 4         | 11        | 1         | 1         | .938      |
| 2023  | TOR   | 32        | 4         | 10        | 1         | 2         | .933      |
| 2024  | TOR   | 22        | 5         | 11        | 0         | 0         | 1.000     |
| 2024  | HOU   | 10        | 2         | 2         | 0         | 0         | 1.000     |
| '24計 | HOU   | 32        | 7         | 13        | 0         | 0         | 1.000     |
| NPB   | NPB   | 158       | 60        | 179       | 15        | 11        | .941      |
| MLB   | MLB   | 166       | 34        | 64        | 3         | 5         | .970      |

- 2024年度シーズン終了時
- 各年度の太字はリーグ最高
- 各年度の太字年はゴールデングラブ賞受賞

### タイトル
NPB
- 最多勝利：1回（2017年）
- 最優秀防御率：1回（2017年）

### 表彰
NPB
- ベストナイン：2回（投手部門：2017年、2018年）
- ゴールデングラブ賞：1回（投手部門：2017年）
- 月間MVP：1回（投手部門：2017年9月）
- 最優秀バッテリー賞：1回（2017年 捕手：炭谷銀仁朗）
- 「ジョージア魂」賞：1回（2013年度第4回）
- セ・パ交流戦 日本生命賞：1回（2015年）

その他
- 日本スポーツ学会大賞（2021年）

### 記録

#### NPB
初記録
投手記録
- 初登板・初先発登板：2011年6月12日、対阪神タイガース4回戦（西武ドーム）、2回1/3を4失点
- 初奪三振：同上、1回表にクレイグ・ブラゼルから空振り三振
- 初勝利：2011年6月30日、対オリックス・バファローズ6回戦（京セラドーム大阪）、5回2失点
- 初完投勝利：2011年8月18日、対東北楽天ゴールデンイーグルス14回戦（西武ドーム）、9回1失点
- 初セーブ：2012年7月15日、対オリックス・バファローズ10回戦（ほっともっとフィールド神戸）、6回裏に2番手で救援登板・完了、4回無失点
- 初完封勝利：2013年4月13日、対東北楽天ゴールデンイーグルス2回戦（日本製紙クリネックススタジアム宮城）、9回3被安打無与四死球

打撃記録
- 初打席・初安打：2013年5月28日、対横浜DeNAベイスターズ1回戦（横浜スタジアム）、3回表に三浦大輔から左前安打

節目の記録
- 1000投球回：2018年9月21日、対千葉ロッテマリーンズ23回戦（ZOZOマリンスタジアム）、4回裏一死目に井上晴哉から空振り三振 ※史上352人目

その他の記録
- 開幕投手：3回（2016年 - 2018年）
- オールスターゲーム出場：3回（2013年、2017年、2018年）

#### MLB
初記録
- 初登板・初先発登板：2019年3月21日、対オークランド・アスレチックス2回戦（東京ドーム）、4回2/3を2失点
- 初奪三振：同上、1回裏にマット・チャップマンから空振り三振
- 初勝利・初先発勝利：2019年4月20日、対ロサンゼルス・エンゼルス5回戦（エンゼル・スタジアム・オブ・アナハイム）、5回4失点
- 初完投勝利・初完封勝利：2019年8月18日、対トロント・ブルージェイズ3回戦（ロジャーズ・センター）、9回2被安打1与四球
- 初セーブ：2022年9月30日、対ボストン・レッドソックス17回戦（ロジャーズ・センター）、7回表に2番手で救援登板・完了、3回1安打無失点

その他の記録
- 8者連続奪三振：2024年8月2日 ※日本人最多タイ記録、ヒューストン・アストロズ球団記録、球団デビュー戦での達成はMLB史上初
- MLBオールスターゲーム選出：1回（2021年）

#### NPB/MLB通算
節目の記録
- 100勝：2023年5月30日、対ミルウォーキー・ブルワーズ1回戦（ロジャーズ・センター）、5回2失点（NPB：73、MLB：27）

### 背番号
- 17（2010年 - 2013年）
- 16（2014年 - 2018年、2022年 - ）
- 18（2019年 - 2021年）

### 登録名
- 雄星（ゆうせい、2010年）
- 菊池 雄星（きくち ゆうせい、2011年 - ）

### 登場曲
- 「桜島 SAKURAJIMA」長渕剛（2011年）
- 「デンジャー・ゾーン」ケニー・ロギンス（2012年）
- 「止まらないHa〜Ha」矢沢永吉（2013年 - 2014年）
- 「ジンギスカン」ジンギスカン（2014年 - 、打席登場時）
- 「希望の轍」サザンオールスターズ（2015年）
- 「We Are Young ft. Janelle Monáe」FUN.（2016年 - 2024年7月）
- 「The Nights」アヴィーチー（2024年8月 - ）[142]

## 関連情報

### CM
- 佐藤製薬「ユンケル」シリーズ（2024年3月29日 - ）[143]